# 美山町立仲越中学校
美山村立仲越中学校（みやまちょうりつ　なかごしちゅうがっこう）は、かつて岐阜県山県郡美山町（現・山県市）に存在した公立中学校。

## 概要
- 美山町神崎の北部の仲越地区（旧・山県郡北山村大字神崎字仲越）が校区であった。
- 仲越小学校に併設され、仲越小中学校とも称した。

## 沿革
- 1947年（昭和22年）4月 - 北山村立北山小学校仲越分校に北山村立北山中学校仲越分校を併設。
- 1955年（昭和30年）4月1日 - 山県郡富波村、谷合村、葛原村、北山村、北武芸村、西武芸村と武儀郡乾村が合併し、美山村が発足。同時に美山村立北山中学校仲越分校に改称する。
- 1964年（昭和39年）4月1日 -
  - 美山村が町制施行し、美山町となる。
  - 北山中学校が美山北中学校に統合され廃校。仲越分校は美山北中学校に引き継がれ、美山町立美山北中学校仲越分校となる。
- 1970年（昭和45年）4月 - 美山町立仲越中学校として分立する。仲越小学校に併設。
- 1979年（昭和54年）3月 - 美山北中学校に統合され、廃校。